# Równina Wałecka
Równina Wałecka (314.65) – mezoregion fizycznogeograficzny w północno-zachodniej Polsce, stanowiący środkową część Pojezierza Południowopomorskiego. Region graniczy od północy z Pojezierzem Szczecineckim i Pojezierzem Drawskim, od zachodu i południa z Pojezierzem Wałeckim a od wschodu z Doliną Gwdy. Równina Wałecka leży na pograniczu województw zachodniopomorskiego i wielkopolskiego.
Mezoregion jest sandrową równiną, położoną po obu stronach rzeki Piławy (górne dorzecze Gwdy). Na Równinie Wałeckiej występuje wiele jezior wytopiskowych, z których największym jest Zdbiczno (273 ha, 29 m głębokości).
Równina jest regionem obficie zalesionym, o niskim stopniu zaludnienia. Nazwa regionu pochodzi od miasta Wałcz, który jednak leży w obrębie Pojezierza Wałeckiego. Region charakteryzuje brak miast i większych wsi. Administracyjnie rozpościera się on na terenie gmin: Jastrowie, Wałcz, Czaplinek, Wierzchowo, Borne Sulinowo, Mirosławiec i Złocieniec.
Wzniesienia:
- Sarnki (180,8 m n.p.m.)